# Туризм в Алтайском крае
Туризм в Алтайском крае — отрасль экономики Алтайского края. Доля туризма в общем объёме доходов Алтая составляет 2,5% (2013). 
Темпы развития индустрии туризма опережают среднероссийские показатели.

## Природные достопримечательности
Основные курортные ресурсы края — это климат (обилие солнца, повышенная прозрачность воздуха и высокая степень его ионизации), минеральные воды. Лидером санаторно-курортного комплекса является город-курорт Белокуриха, где расположено 15 санаториев. Город Яровое известен лечебными грязями. Еще более уникальными озерами считаются соленое, щелочное и пресные озера, расположенные рядом, в с. Завьялово. Завьялово находится в уникальном месте Алтайского края. Реликтовый ленточный бор, целебные щелочное, соленое и пресное озера окружают поляну, на которой располагается комплекс. Каждое лето десятки тысяч отдыхающих со всей России приезжают сюда, чтобы поправить здоровье и насладиться красотами алтайской природы.
На территории края насчитывается 13 тысяч озёр, самое большое из них Кулундинское. Известностью пользуется реликтовое Савушинское озеро.  Реки Бия и Катунь используются для сплавов.

## Исторические достопримечательности
Достопримечательности истории связаны как с развитием горного дела в XVIII веке (Горная Колывань, Змеиногорск), с Гражданской войной, освоением целины, жизнью космонавтов Г.С. Титова (музей космонавтики в Полковниково), В.Г. Лазарева (село Порошино), писателя, режиссёра и актёра В.М. Шукшина (село Сростки).

## Туристические зоны
- Барнаульская зона (Барнаул, Первомайский район)
- Бийская зона (Бийск, Бийский район)
- Зона предгорий (Белокуриха, Алтайский район, Змеиногорский район)
- Зона степного Алтая (Яровое, Егорьевский район, Завьяловский район)

Действуют особые туристические зоны Бирюзовая Катунь и Сибирская монета.

## Направления
Конный туризм,  парапланеризм и дельтапланеризм, экскурсии по пещерам, которых насчитывается около 400, сельский туризм.

## Событийный туризм
Шукшинские дни, международный фестиваль «Праздник сыра», международный форум «Алтай. Точки Роста», туристский фестиваль «Песчаная».

## Статистика
В крае работает около 900 туристических предприятий, из которых более 620 — коллективные средства размещения и «зелёные» дома.
Объём въездного туристского потока составил 390 тыс. человек  в 2006 году и 730 тыс. человек в 2008 году.